# Декинья
Жозе Мендонса дос Сантос (порт.-браз. José Mendonça dos Santos; 19 марта 1928, Мосоро, Риу-Гранди-ду-Норти — 23 марта 1997, Аракажу, Сержипи), более известный как Декинья (порт.-браз. Dequinha) — бразильский футболист, полузащитник.

## Карьера
Декинья родился в городе Мосоро в семье Луиса Гонсаги дос Сантоса. Там же он начал играть в футбол, одновременно работая учеником известного в городе механика Терту Айреса. Декинья начал карьеру в 1945 году в клубе «Атлетико Мосоро», где выступал на позиции левого нападающего. Через три года футболист перешёл в «Потигуар», где играл уже в полузащите. Затем он играл за АБС, а потом в конце 1950 года перешёл в клуб «Америка» из Ресифи.
В конце 1950 года игрок перешёл в стан «Фламенго» 17 сентября Декинья дебютировал в составе команды в матче Лиги Кариоки против «Америки» из Рио-де-Жанейро (2:2). Игрок быстро смог вытеснить из стартового состава команды парагвайца Модесто Брию. А спустя пару сезонов стал одним из лидеров команды, вместе с Жадиром и Жорданом составив центр полузащиты «Менго». Он выиграл с клубом три подряд Лиги Кариоки с 1953 по 1955 год. В 1958 году Декинья получил тяжёлую травму, из-за чего долгое время не выходил на поле. За «Фламенго» Декинья провёл 374 матча (234 победы, 70 ничьих и 70 поражений) и забил восемь голов. Из «Менго» полузащитник ушёл в «Ботафого», где долгое время продолжал лечение. С клубом игрок выиграл Лигу Кариоку в 1961 году. А завершил карьеру в «Кампо Гранде» в 1963 году.
В 1960 годах Декинья недолго дважды работал тренером клуба «Атлетико Минейро», который под его руководством провёл 4 матча.

## Международная статистика
| Матчи Декиньи за сборную Бразилии | Матчи Декиньи за сборную Бразилии | Матчи Декиньи за сборную Бразилии | Матчи Декиньи за сборную Бразилии | Матчи Декиньи за сборную Бразилии | Матчи Декиньи за сборную Бразилии | Матчи Декиньи за сборную Бразилии |
| --------------------------------- | --------------------------------- | --------------------------------- | --------------------------------- | --------------------------------- | --------------------------------- | --------------------------------- |
| №                                 | Дата                              | Место проведения                  | Оппонент                          | Счёт                              | Голы                              | Турнир                            |
| 1                                 | 9 мая 1954                        | Рио-де-Жанейро                    | Мильонариос                       | 2:0                               | -                                 | Товарищеский матч                 |
| 2                                 | 18 сентября 1955                  | Рио-де-Жанейро                    | Чили                              | 1:1                               | -                                 | Кубок О’Хиггинса                  |
| 3                                 | 13 ноября 1955                    | Рио-де-Жанейро                    | Парагвай                          | 3:0                               | -                                 | Кубок Освалдо Круза               |
| 4                                 | 15 апреля 1956                    | Вена                              | Австрия                           | 3:2                               | -                                 | Товарищеский матч                 |
| 5                                 | 21 апреля 1956                    | Прага                             | Чехословакия                      | 0:0                               | -                                 | Товарищеский матч                 |
| 6                                 | 25 апреля 1956                    | Милан                             | Италия                            | 0:3                               | -                                 | Товарищеский матч                 |
| 7                                 | 1 мая 1956                        | Стамбул                           | Турция                            | 1:0                               | -                                 | Товарищеский матч                 |
| 8                                 | 9 мая 1956                        | Лондон                            | Англия                            | 2:4                               | -                                 | Товарищеский матч                 |

## Достижения
- Чемпион штата Риу-Гранди-ду-Норти: 1947
- Чемпион Лиги Кариоки: 1953, 1954, 1955, 1961
- Обладатель Кубка Освалда Круза: 1955
- Обладатель Кубка О’Хиггинса: 1955

- Чемпион штата Сержипи: 1970, 1971, 1972

## В искусстве
Декинья был упомянут в песне «Samba Rubro-Negro» Вилсона Батисты.